# Вільярродріго
Вільярродріго (ісп. Villarrodrigo) — муніципалітет в Іспанії, у складі автономної спільноти Андалусія, у провінції Хаен. Населення — 450 осіб (2010).
Муніципалітет розташований на відстані близько 230 км на південний схід від Мадрида, 130 км на північний схід від Хаена.
На території муніципалітету розташовані такі населені пункти: (дані про населення за 2010 рік)
- Онсарес: 82 особи
- Вільярродріго: 368 осіб

## Демографія
Динаміка населення (INE ):